# Mainz bleibt Mainz, wie es singt und lacht

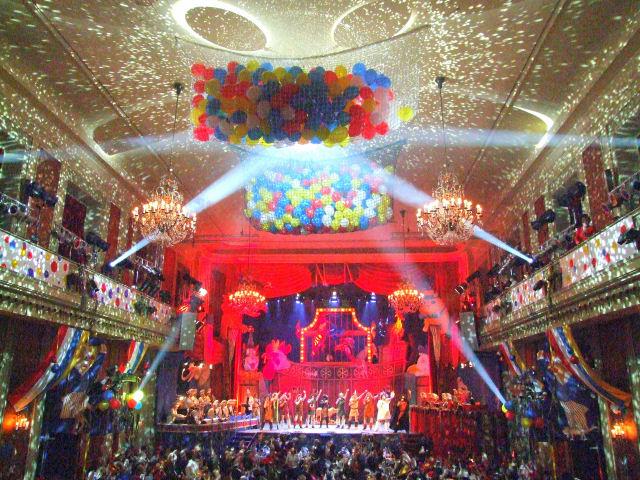
Mainz bleibt Mainz, wie es singt und lacht (2008)

Mainz bleibt Mainz, wie es singt und lacht ist eine Fastnachtssitzung aus Mainz, die im Fernsehen seit 1973 im jährlichen Wechsel live vom SWR und dem ZDF übertragen wird. Die Sitzung wird vom Mainzer Carneval-Verein (MCV), dem Mainzer Carneval Club (MCC), dem Gonsenheimer Carneval-Verein (GCV) und dem Karneval-Club Kastel (KCK) veranstaltet. Sie findet immer am Freitag vor Rosenmontag im Großen Saal des Kurfürstlichen Schlosses statt und beginnt karnevalistisch passend um 20:11 Uhr. Die Sendung und ihre Vorläufer trugen viel zur Bekanntheit und Popularität der Mainzer Fastnacht im gesamten deutschsprachigen Raum bei.
2015 erfolgte als Jubiläumssendung Mainz bleibt Mainz, wie es singt und lacht 2015 als  Liveübertragung im Ersten, die zusätzlich auch als Livestream im Internet übertragen wurde.

## Geschichte

### ARD/SWF ab 1955 bis 1972:Mainz wie es singt und lacht
Bereits am 17. Februar 1955 hatte der Südwestfunk erstmals eine Gemeinschaftssitzung von MCV und MCC unter dem Motto „Mainz wie es singt und lacht“ im Fernsehen übertragen, initiiert und geleitet vom Leiter der SWF-Produktionsgruppe Aktuelles, Wolfgang Brobeil. Zu einer einstündigen Überziehung der Fernsehsendung kam es am 5. Februar 1964, als Ernst Neger zum ersten Mal Humba Täterä sang, da sich das Saalpublikum nicht mehr beruhigen konnte und immer wieder eine Zugabe forderte. Es war gleichzeitig mit 89 % Marktanteil die höchste je gemessene Einschaltquote.

### ZDF ab 1965 bis 1972:Mainz bleibt Mainz

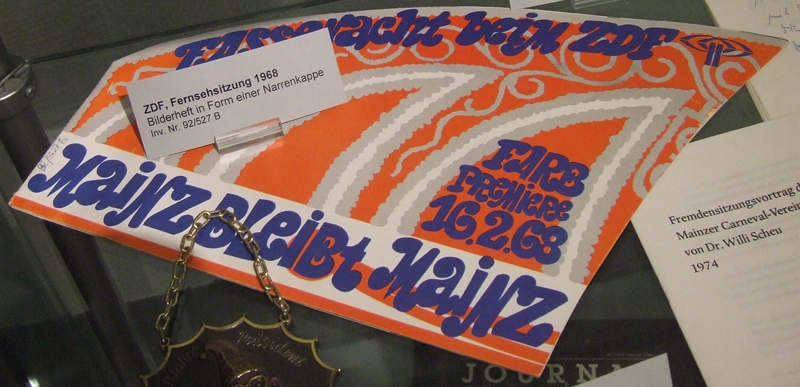
Bilderheft von 1968 in Form einer Narrenkappe

Seit 1965 strahlte das ZDF als Konkurrenzveranstaltung eine Gemeinschaftssitzung des KCK, des Mombacher Carneval-Vereins „Die Bohnebeitel“ und der Mainzer Prinzengarde unter dem Titel Mainz bleibt Mainz aus. Sitzungsort wurde nach Jahren in der zu großen Rheingoldhalle wieder das Kurfürstliche Schloss. Am 16. Februar 1968 übertrug das ZDF Mainz bleibt Mainz zum ersten Mal in Farbe, geleitet von dem vom SWF zum ZDF gewechselten ZDF-Hauptabteilungsleiter Kultur Wolfgang Brobeil.

### Seit 1973 ARD und ZDF im Wechsel:Mainz bleibt Mainz, wie es singt und lacht
1972 ließ der Südwestfunk die Fernsehsitzung von Otto Höpfner leiten, der durch Sitzungsgestaltung und Stars wie Tony Marshall versuchte, die Sitzung als zeitgenössische Unterhaltungsshow zu gestalten. Dieser Versuch fiel bei Publikum und Kritik völlig durch. Zwei Wochen nach dieser Sitzung beschlossen ARD und ZDF, die Sitzung ab 1973 im jährlichen Wechsel auszustrahlen: Bis 1990 sendete die ARD in den geraden Jahren und das ZDF in den ungeraden. Mit dem Ausfall der Sendung 1991 durch den Golfkrieg änderte sich dies, und seitdem sendet die ARD in den ungeraden Jahren und das ZDF in den geraden Jahren. Seit 1973 ist es nun eine Gemeinschaftssitzung von MCV, MCC, GCV und KCK. Der TV-Vertrag mit diesen Vereinen und den Öffentlich-Rechtlichen Rundfunkanstalten ARD und ZDF wird im Abstand von einigen Jahren regelmäßig verlängert.
Die Verträge zwischen den ausrichtenden Vereinen und den beiden beteiligen Fernsehsendern werden meist für einen Zeitraum für vier bis fünf Jahre verhandelt. Meist hat dieser eine Laufzeit von fünf Jahren mit einer Option auf zwei weitere Jahre. So wurde beispielsweise von 2020 bis 2024 verlängert und anschließend 2025 bis 2030 mit einer Option von weiteren zwei Jahren.
Grundsätzlich ist „Mainz bleibt Mainz, wie es singt und lacht“ eine Livesendung. Aufgrund der COVID-19-Auflagen wurde die Sendung 2021 und 2022 nicht live ausgestrahlt. Auch die Zuschauerzahl im Saal wurde auf die jeweils geltenden Coronaregeln reduziert. Als Ersatz wurden vorab 100 Mainzer Fastnachterinnen und Fastnachter fotografiert und im Saal des Kurfürstlichen Schlosses in Mainz als „Pappkameraden“ aufgestellt. Vorträge erfolgten zum Teil als vorproduzierte Videos. Da auch die klassische Saalfastnacht nicht stattfand, wurden viele Beiträge nur für die Sendung geschrieben. Auch die Sendelänge wurde entgegen den normalen Ausgaben um eine Stunde reduziert.
Nach dem russischen Überfall auf die Ukraine am 24. Februar 2022 (Altweiberdonnerstag) sagte das ZDF die geplante Übertragung für den Folgetag ab. Da die Sendung aufgrund der Corona-Pandemie bereits am Mittwoch aufgezeichnet wurde, stand diese in der Mediathek zum Abruf zur Verfügung.
2024 gab es erstmals eine Kooperation zwischen ARD und ZDF: Die Sendung wurde zwar vom ZDF alleine produziert und erstausgestrahlt, am Fastnachtsdienstag aber vom SWR zur Primetime wiederholt.

### Wissenswertes

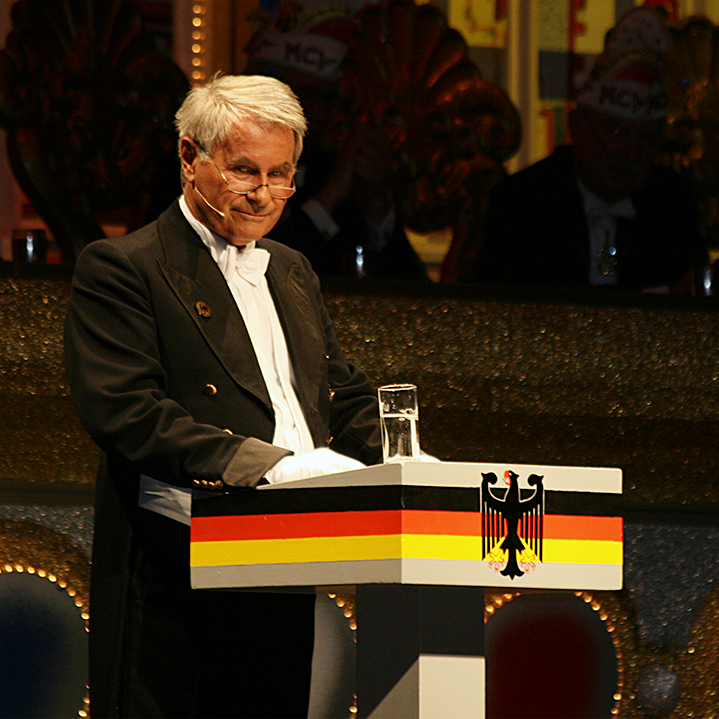
Jürgen Dietz in seiner Paraderolle als „Der Bote vom Bundestag“ in den Fastnachtskampagnen 1987 bis 2014 (Aufnahme von 2010)

Rolf Braun war von 1973 bis 1989 Sitzungspräsident. Diese Aufgabe übernahm er bereits von 1965 bis 1972 in der ZDF-Sendung Mainz bleibt Mainz. Somit wurde er mit insgesamt 25 geleiteten Sitzungen zum prägenden Gesicht der Mainzer TV-Fastnacht. Von 1990 bis 2005 wechselten sich die Sitzungspräsidenten im Rotationsverfahren mit der Leitung der Sendung ab. Es waren dies: Reiner Laub, Bernd Mühl, Karl-Werner Buchholz, Horst Radelli, Werner Böttner und Hans-Peter Betz. Von 2006 bis 2013 übernahm dann Hans-Peter Betz alleine das Amt. Seit 2014 schwingt Andreas Schmitt die Präsidentenschelle.
Bekannte Teilnehmer der Fernsehsitzung waren Joe Ludwig als Dom-Schweizer und Herbert Bonewitz als Prinz Bibi, „Bajazz“ Willi Scheu, Otto Dürr und Georg „Schorsch“ Berresheim als Fraa Babbich unn Fraa Struwwelich, Jürgen Dietz als Bote vom Bundestag und Friedrich Hofmann als Till. Auch das „Meenzer Meedche“ Margit Sponheimer, Ernst Neger, die Gonsbachlerchen oder die Mainzer Hofsänger sowie „Vollblutredner“ wie Rudi Zörns. Auch der Comedian Tobias Mann wurde über die Sendung einem breiten Publikum bekannt.
1992 betrat der damalige Bundesarbeitsminister Norbert Blüm spontan die Bühne. Gerade als sich „Erna aus Ostpreußen“ alias Manfred Friedrich über Blüms Rentenpolitik auslassen wollte, nutzte Blüm eine Kunstpause, um auf die Bühne zu gehen. „Erna“ sagte damals: „Als ich Blüm nach meiner Rente gefragt habe – hören Sie mal zu, was er da geantwortet hat.“ Unter dem Beifall des Publikums ging Blüm ans Mikrofon und sagte: „Mädchen, so lange wir regieren, hast du eine gute Rente.“ Danach tobte der Saal vor Begeisterung.
Erstmals traten 2009 zwei Fastnachter auf, die nicht von den vier veranstaltenden Vereinen stammen, sondern von den Bohnebeitel aus dem Mainzer Stadtteil Mombach.
Im zweiten Jahrzehnt des 21. Jahrhunderts kamen auch professionelle Kabarettisten mit ins Programm. So trat etwa Detlev Schönauer 2011 als „Mainzer in der Fremde“ und danach wiederholt als „Mainzer Bio-Lehrer“ mit Rede- und Gesangsbeiträgen auf. Seit 2013 ist auch Lars Reichow als professioneller Kabarettist in der Rolle des Nachrichtenmoderators für die Fastnachtsthemen (ARD-Ausgaben) oder das Fastnachtsjournal (ZDF-Ausgaben) Redner in der Sitzung. Der Auftritt solcher Profis wird in Teilen der Mainzer Fastnacht kritisch gesehen, da die Sendung fast ausschließlich mit Amateuren besetzt ist.
Als Running Gag bekannt wurde Rolf Brauns „Wolle mer’n eroilosse?“ („Wollen wir ihn hereinlassen?“). Die Frage stellte er dem Publikum immer nach der Vorstellung der nächsten Nummer, und auf die nie ausbleibende Bejahung in Form eines lautstarken „Eroi mit’m!“ oder „Eroi mitterer!“ („Herein mit ihm/ihr!“) zog der oder die Vortragende unter dem Beifall des Publikums auf die Bühne.

## Sitzungspräsidenten
seit 1973 im noch aktuellen Format Mainz bleibt Mainz, wie es singt und lacht (Stand nach Kampagne 2025)
| Sitzungspräsident    | Verein | Jahre                       | Sitzungen |
| -------------------- | ------ | --------------------------- | --------- |
| Rolf Braun           | KCK    | 1973–1989                   | 17        |
| Hans-Peter Betz      | GCV    | 1994, 1998, 2002, 2006–2013 | 11        |
| Andreas Schmitt      | MCV    | 2014–2024                   | 11        |
| Rainer Laub          | MCV    | 1990, 1995, 2000, 2004      | 4         |
| Horst Radelli        | MCC    | 1996, 1999, 2003            | 3         |
| Karl-Werner Buchholz | KCK    | 1993, 1997, 2001            | 3         |
| Bernd Mühl           | MCC    | 1992                        | 1         |
| Werner Böttner       | KCK    | 2005                        | 1         |
| Adi Guckelsberger    | MCV    | 2025                        | 1         |

## Wiederkehrende Redner
seit 1973 im noch aktuellen Format Mainz bleibt Mainz, wie es singt und lacht (Stand nach Kampagne 2025, nach Anzahl der Auftritte sortiert)
| Redner                              | Rollen                                                | Jahre     | Auftrittsanzahl |
| ----------------------------------- | ----------------------------------------------------- | --------- | --------------- |
| Jürgen Dietz                        | Diverse, ab 1987 „Bote vom Bundestag“                 | 1978–2014 | 33×             |
| Hans-Peter Betz                     | Diverse, ab 2003 „Guddi Gutenberg“                    | 1988–2017 | 25×             |
| Jürgen Wiesmann                     | Diverse, seit 2012 „Ernst Lustig“                     | seit 2000 | 24×             |
| Norbert Roth                        | Diverse, u. a. „Jubilar“                              | 1983–2005 | 18×             |
| Michael Emrich                      | Diverse, u. a. „König von Gunsenum“                   | 1994–2019 | 17×             |
| Friedrich Hofmann                   | „Till“ II.                                            | 1996–2020 | 17×             |
| Jochen Kunz                         | Diverse, u. a. „En junge Alte“                        | 1973–1990 | 15×             |
| Jürgen Müller                       | Diverse, ab 1987 Protokoll                            | 1975–2001 | 14×             |
| Andreas Schmitt                     | „Obermessdiener“                                      | seit 2008 | 14×             |
| Erhard Grom                         | Diverse, seit 1999 Protokoll                          | 1993–2024 | 14×             |
| Martin Heininger & Christian Schier | Diverse, u. a. „Fastnachtshypnose“                    | seit 2005 | 13×             |
| Hildegard Bachmann                  | Diverse, u. a. „Hongkong Reisende“                    | 1997–2013 | 12×             |
| Lars Reichow                        | „Anchorman“ Fastnachtsthemen/Fastnachtsjournal        | seit 2013 | 12×             |
| Alexander Leber                     | Diverse, u. a. „Meenzer Polizist“                     | seit 1990 | 12×             |
| Hansi Greb                          | „Hobbes“                                              | seit 1999 | 11×             |
| Willi Görsch                        | Diverse, u. a. „Tramps von de Palz“                   | 1977–1986 | 9×              |
| Dr. Florian Sitte                   | Diverse, u. a. „Angela Merkel“, seit 2024 „Till“ III. | seit 2018 | 8×              |
| Joe Ludwig                          | Diverse, u. a. „Domschweizer“, „Protokoller“          | 1973–1988 | 8×              |
| Rudi Zörns                          | Diverse, u. a. „Alt Marktfraa“                        | 1974–2005 | 8×              |
| Tobias Mann                         | Diverse, u. a. „Musikphilosoph“                       | 1999–2007 | 7×              |
| Andy Ost                            | Diverse, u. a. „Musiktherapeut“                       | 2007–2019 | 7×              |
| Herbert Bonewitz                    | Diverse, u. a. „Prinz Bibbi“                          | 1973–2005 | 7×              |
| Johannes Bersch                     | Diverse, u. a. „Moguntia“                             | seit 2012 | 7×              |
| Dieter Brandt                       | „Till“ I.                                             | 1977–1988 | 6×              |
| Adi Guckelsberger                   | Diverse, u. a. „Nachtwächter“                         | seit 2010 | 6×              |
| Thomas Becker                       | Diverse u. a. „Bruder vom Trump“                      | seit 2006 | 6×              |
| Willi Steinbrech                    | Diverse Mottovorträge                                 | 1974–1995 | 5×              |
| Rolf Braun                          | Diverse, u. a. „Müllmann“                             | 1973–1978 | 5×              |
| Willi Scheu                         | „Bajazz mit der Laterne“                              | 1973–1984 | 5×              |
| Detlev Schönauer                    | „Meenzer Lehrer“                                      | 2011–2019 | 5×              |

## Wiederkehrende Gesangsgruppen
seit 1973 im noch aktuellen Format Mainz bleibt Mainz, wie es singt und lacht (Stand nach Kampagne 2025)
| Gruppe                      | Jahre     | Auftrittsanzahl |
| --------------------------- | --------- | --------------- |
| Mainzer Hofsänger           | seit 1973 | 50×             |
| Schnorreswackler            | seit 1975 | 21×             |
| Gonsbachlerchen             | 1973–1992 | 16×             |
| Altrheinstromer             | seit 1994 | 16×             |
| Thomas Neger & Die Humbas   | seit 2010 | 10×             |
| Die Bänkelsänger            | 1974–2003 | 10×             |
| Die Finther Schoppesänger   | 1973–2000 | 10×             |
| Aca & Pella                 | 1998–2007 | 7×              |
| Die Maledos                 | 1975–1986 | 6×              |
| Die Kreiselspatzen          | 1976–1981 | 5×              |
| Handkäs un sei Mussig       | seit 2018 | 4×              |
| Spaßmacher Company          | 1987–2012 | 4×              |
| Die singenden Kellermeister | 1973–1986 | 4×              |

## Wiederkehrende Sänger
seit 1973 im noch aktuellen Format Mainz bleibt Mainz, wie es singt und lacht (Stand nach Kampagne 2025)
| Name                 | Bekannte Lieder                        | Jahre     | Auftrittsanzahl |
| -------------------- | -------------------------------------- | --------- | --------------- |
| Margit Sponheimer    | „Am Rosenmontag bin ich geboren“       | 1977–2025 | 25×             |
| Horst „Buddy“ Becker | „Brezel Lied“                          | 1983–2010 | 11×             |
| Ernst Neger          | „Humba Tääterää“, „Heile heile Gänsje“ | 1973–1979 | 7×              |
| Jean-Arthur Becker   | „Da wackelt de Dom“                    | 1981–2005 | 7×              |
| Oliver Mager         | „Wir sind Mainzer“                     | seit 2008 | 7×              |
| Thomas Neger         | „Im Schatten des Doms“                 | seit 1997 | 6×              |
| Hugo Weinöl          | „Meenzer Babbelblues“                  | 1988–1999 | 5×              |
| Ulrike Losereit      | Diverse Couplets                       | 1999–2004 | 5×              |

## Einschaltquoten
| Jahr | Dauer | Zuschauer in Millionen | Marktanteil in % | Bemerkungen                                                      |
| ---- | ----- | ---------------------- | ---------------- | ---------------------------------------------------------------- |
| 2025 | 3:51  | 4,12                   | 17,7             | tiefste je gemessene Zuschauerzahl                               |
| 2024 | 3:51  | 4,71                   | 21,5             |                                                                  |
| 2023 | 3:55  | 4,58                   | 19,0             |                                                                  |
| 2021 | 2:30  | 5,07                   | 16,4             | tiefster je gemessener Marktanteil                               |
| 2020 | 3:50  | 5,46                   | 20,5             | Tagessieger                                                      |
| 2019 | 3:50  | 5,81                   | 22,7             | Tagessieger                                                      |
| 2018 | 3:51  | 6,42                   | 23,4             | Tagessieger                                                      |
| 2017 | 3:48  | 6,73                   | 24,1             | Tagessieger                                                      |
| 2016 | 3:49  | 6,80                   | 23,5             | Tagessieger                                                      |
| 2015 | 3:44  | 6,37                   | 22,4             | Tagessieger                                                      |
| 2014 | 3:50  | 5,70                   | 21,1             |                                                                  |
| 2013 | 4:00  | 6,43                   | 23,1             | Tagessieger                                                      |
| 2012 |       | 5,86                   | 20,8             | erstmals fällt seit Jahren die Zuschaueranzahl unter 6 Millionen |
| 2011 |       | 6,46                   | 23,3             |                                                                  |
| 2010 |       | 6,58                   | 23,7             |                                                                  |
| 2009 |       | 6,48                   | 23,3             |                                                                  |
| 2008 |       | 6,61                   | 24,4             |                                                                  |
| 2007 |       | 7,16                   | 25,1             |                                                                  |
| …    |       |                        |                  |                                                                  |
| 1964 |       | ?                      | 89,0             | höchster je gemessener Marktanteil                               |